# Frozen in Time
Frozen in Time er det sjette album af det amerikanske dødsmetal-band Obituary, som blev udgivet i 2005 gennem Roadrunner Records. Albummet var det første i otte år siden Back From the Dead fra 1997.
Produceren Scott Burns sluttede sig til Obituary, og blev derved medproducer sammen med Mark Prator. Det var 11 år siden han sidst lavede noget med Obituary på deres album World Demise fra 1994. Dette blev også Burns sidste album med gruppen. Efter udgivelsen af Frozen in Time var Obituarys utilfredshed med Roadrunner vokset så meget, at de valgte at opsige deres kontrakt, og finde et nyt pladeselskab. 

## Spor
1. "Redneck Stomp" – 3:32
2. "On the Floor" – 3:10
3. "Insane" – 3:25
4. "Blindsided" – 2:56
5. "Back Inside" – 2:42
6. "Mindset" – 3:54
7. "Stand Alone" – 3:44
8. "Slow Death" – 3:03
9. "Denied" – 3:37
10. "Lockjaw" – 4:13